# Trachylepis wahlbergii
Trachylepis variegata (смугастий сцинк Вальберга) — вид сцинкоподібних ящірок родини сцинкових (Scincidae). Мешкає в Південній Африці. Вид названий на честь шведського натураліста Югана Аугуста Вальберга.

## Поширення і екологія
Смугасті сцинки Вальберга мешкають на півдні Анголи, на півночі Намібії і Ботсвани, в Замбії, Зімбабве і західному Мозамбіку. Вони живуть в саванах.